# Mistrzostwa Europy w Podnoszeniu Ciężarów 1909 (1)
Mistrzostwa Europy w Podnoszeniu Ciężarów 1909 (1) – 12. edycja mistrzostw Europy w podnoszeniu ciężarów, która odbyła się między 2 a 3 maja 1909 w Malmö (Szwecja). Startowali tylko mężczyźni w 2 kategoriach wagowych.

## Medaliści
| Kategoria: | Złoto:            | Wynik    | Srebro:       | Wynik  | Brąz:             | Wynik  |
| 80 kg      | / Karl Swoboda II | 425 kg   | –             | –      | –                 | –      |
| + 80 kg    | / Josef Grafl     | 528,5 kg | / Emil Danzer | 497 kg | Fritz Eicheltrach | 495 kg |

## Klasyfikacja medalowa
| Miejsce | Reprezentacja                    | Złoto | Srebro | Brąz | Razem |
| 1.      | / Austro-Węgry/Cesarstwo Austrii | 2     | 1      | 0    | 3     |
| 2.      | Cesarstwo Niemieckie             | 0     | 0      | 1    | 1     |